# Losing My Religion
Losing My Religion ist einer der erfolgreichsten Songs der US-amerikanischen Alternative-Rock-Band R.E.M. Es war die erste Singleauskopplung aus dem 1991 veröffentlichten Album Out of Time. Text und Musik stammen von William T. Berry, Peter Buck, Mike E. Mills und Michael Stipe.

## Hintergrund und Veröffentlichung
Losing My Religion wurde von den Musikern der Band geschrieben und von diesen gemeinsam mit Scott Litt produziert. Warner Bros. Records veröffentlichte die Single vor dem Album am 19. Februar 1991, wobei der Song Rotary Eleven auf die B-Seite genommen wurde. Das Album Out of Time erschien am 12. März desselben Jahres.

## Instrumentierung
Prägend für diesen Song, der viele Folk-Elemente aufweist, ist unter anderem der Einsatz der Mandoline. Ursprünglich kam Peter Buck, dem Gitarristen der Band, die Idee zu diesem Lied, als er biertrinkend ein Baseballspiel sah und dabei ein wenig auf der Mandoline herumklimperte. Sänger Michael Stipe fand dazu schnell einen geeigneten Text. Peter Holsapple, Gastmusiker bei den Out-of-Time-Sessions, spielte Akustikgitarre, Mike Mills schrieb eine passende Basslinie und spielte auch E-Bass bei der Aufnahme. Bill Berry lieferte den Schlagzeugbeat dazu.

## Textinterpretationen
Losing My Religion ist ein alter Südstaatenausdruck, der übersetzt so viel bedeutet wie „aus der Haut fahren“ oder „die Nase voll haben“ oder „vom Glauben abfallen“. Der Song sei nicht autobiografisch gemeint, trotz der Zeile That’s me in the spotlight („Das bin ich im Rampenlicht“). Michael Stipe sagte, er wünsche sich, er hätte etwas anderes gesungen, beispielsweise That’s me in the kitchen („Das bin ich in der Küche“), da es nichts mit ihm und dem anfänglichen Lampenfieber, das ihm in der Frühzeit der Band des Öfteren nachgesagt wurde, zu tun habe. Später hat Stipe mehrfach darauf verwiesen, dass der Text und auch die Metapher des Titels von unerwiderter Liebe und Begehren handle, und damit von dem, „was ich für die klischeebehaftetsten aller Popsongs hielt“.
Michael Stipe hat in einem Interview geäußert, dass er durch den Song Every Breath You Take von The Police, deren Vorgruppe R.E.M. war, inspiriert worden sei.

## Musikvideo
In der Anfangssequenz des vom indischen Künstler Tarsem Singh gedrehten Videos ist Stipe zu sehen, wie er auf einem Stuhl sitzt. Mills macht ein paar unschlüssige Schritte um ihn herum. Daraufhin sieht man Buck und Berry durch das Bild laufen. Sie scheinen dabei hinter etwas herzujagen, was nicht gezeigt wird. Anschließend fällt ein Milchkrug von der Fensterbank des Zimmers und zerschellt synchron zum ersten Schlagzeugbeat auf dem Boden. Zwischendurch ist Buck an der Mandoline zu sehen. In Zwischensequenzen sind ein blonder Afroamerikaner mit goldenen Engelsflügeln, ein Jugendlicher, der von Pfeilen getroffen zu sein scheint und an einen Baum gefesselt ist (siehe Sebastian), sowie weitere Schauspieler zu sehen.

## Rezeption
Losing My Religion wurde von der Rock and Roll Hall of Fame in die Liste der 500 Songs, die den Rock ’n’ Roll am meisten geprägt haben, aufgenommen. Auch die Musikzeitschrift Rolling Stone nahm den Song in ihre Liste der 500 besten Songs aller Zeiten auf, wo er Platz 169 belegt.
Anlässlich der MTV Video Music Awards 1991 wurde zudem das Video zu Losing My Religion mehrfach ausgezeichnet, unter anderem für:
- Bestes Video des Jahres
- Bestes Video einer Band
- Innovativstes Video
- Beste Regie (Tarsem Singh)
- Bester Schnitt (Robert Duffy)
- Beste Art Direction (Jose Montana)

## Kommerzieller Erfolg

### Chartplatzierungen
| ChartsChartplatzierungen       | Höchstplatzierung | Wochen |
| ------------------------------ | ----------------- | ------ |
| Österreich (Ö3)                | 6 (17 Wo.)        | 17     |
| Schweiz (IFPI)                 | 11 (9 Wo.)        | 9      |
| Vereinigte Staaten (Billboard) | 4 (21 Wo.)        | 21     |
| Vereinigtes Königreich (OCC)   | 19 (9 Wo.)        | 9      |

| ChartsJahrescharts (1991)      | Platzierung |
| ------------------------------ | ----------- |
| Österreich (Ö3)                | 24          |
| Vereinigte Staaten (Billboard) | 33          |

### Auszeichnungen für Musikverkäufe
| Land/Region                  | Auszeichnungen für Musikverkäufe (Land/Region, Auszeichnung, Verkäufe) | Verkäufe  |
| ---------------------------- | ---------------------------------------------------------------------- | --------- |
| Brasilien (PMB)              | Platin                                                                 | 60.000    |
| Dänemark (IFPI)              | Platin                                                                 | 90.000    |
| Deutschland (BVMI)           | Platin                                                                 | 600.000   |
| Frankreich (SNEP)            | Silber                                                                 | 125.000   |
| Italien (FIMI)               | 3× Platin                                                              | 300.000   |
| Neuseeland (RMNZ)            | 4× Platin                                                              | 120.000   |
| Portugal (AFP)               | 4× Platin                                                              | 40.000    |
| Spanien (Promusicae)         | 3× Platin                                                              | 180.000   |
| Vereinigte Staaten (RIAA)    | Gold · + Platin (Digital)                                              | 1.500.000 |
| Vereinigtes Königreich (BPI) | 2× Platin                                                              | 1.200.000 |
| Insgesamt                    | 1× Silber · 1× Gold · 20× Platin ·                                     | 4.260.000 |

Hauptartikel: R.E.M./Auszeichnungen für Musikverkäufe

## Coverversionen und weitere Verwendung
Der Song wurde unter anderem von den Preluders, Gregorian (auf Masters of Chant), Lacuna Coil, Graveworm, Hardwell, Tori Amos und Nicole Cross gecovert. Die Coverversion von Dia Frampton erreichte 2011 den zehnten Platz der kanadischen Charts.
Im Film Aftersun wurde das Lied 2022 für eine markante Szene bei einem Karaoke-Auftritt verwendet.